# Pittosporum pachyphyllum
Pittosporum pachyphyllum är en tvåhjärtbladig växtart som beskrevs av John Gilbert Baker. Pittosporum pachyphyllum ingår i släktet Pittosporum och familjen Pittosporaceae. Utöver nominatformen finns också underarten P. p. spathaceum.